# Рипа (Біхор)
Рипа (рум. Râpa) — село у повіті Біхор в Румунії. Входить до складу комуни Тінка.
Село розташоване на відстані 410 км на північний захід від Бухареста, 33 км на південь від Ораді, 120 км на захід від Клуж-Напоки, 128 км на північний схід від Тімішоари.

## Населення
За даними перепису населення 2002 року у селі проживали 638 осіб.
Національний склад населення села:
| Національність | Кількість осіб | Відсоток |
| -------------- | -------------- | -------- |
| румуни         | 591            | 92,6%    |
| цигани         | 46             | 7,2%     |

Рідною мовою назвали:
| Мова      | Кількість осіб | Відсоток |
| --------- | -------------- | -------- |
| румунська | 591            | 92,6%    |
| циганська | 46             | 7,2%     |